# Asparagus drepanophyllus
Asparagus drepanophyllus — вид рослин із родини холодкових (Asparagaceae).

## Біоморфологічна характеристика
Витка рослина по чагарниках у заростях, безлистий в період цвітіння. Квітки білі чи кремові з сильним неприємним запахом.

## Середовище проживання
Ареал: Ангола, Камерун, Центральноафриканська Республіка, Конго, Екваторіальна Гвінея, Габон, Заїр.
Населяє вічнозелений ліс.